# Винницкий национальный технический университет
Винницкий национальный технический университет (укр. Вінницький національний технічний університет) — украинское высшее учебное заведение в Виннице, занимающиеся подготовкой специалистов инженерно-технического профиля. Университет ведёт свою историю с 1960 года. ВНТУ является членом Ассоциации университетов Европы.

## Названия
- 1960 — общетехнический факультет Киевского технологического института пищевой промышленности
- 1966 — Винницкий филиал Киевского политехнического института
- 1974 — Винницкий политехнический институт
- 1994 — Винницкий государственный технический университет
- 2005 — Винницкий национальный технический университет

## История

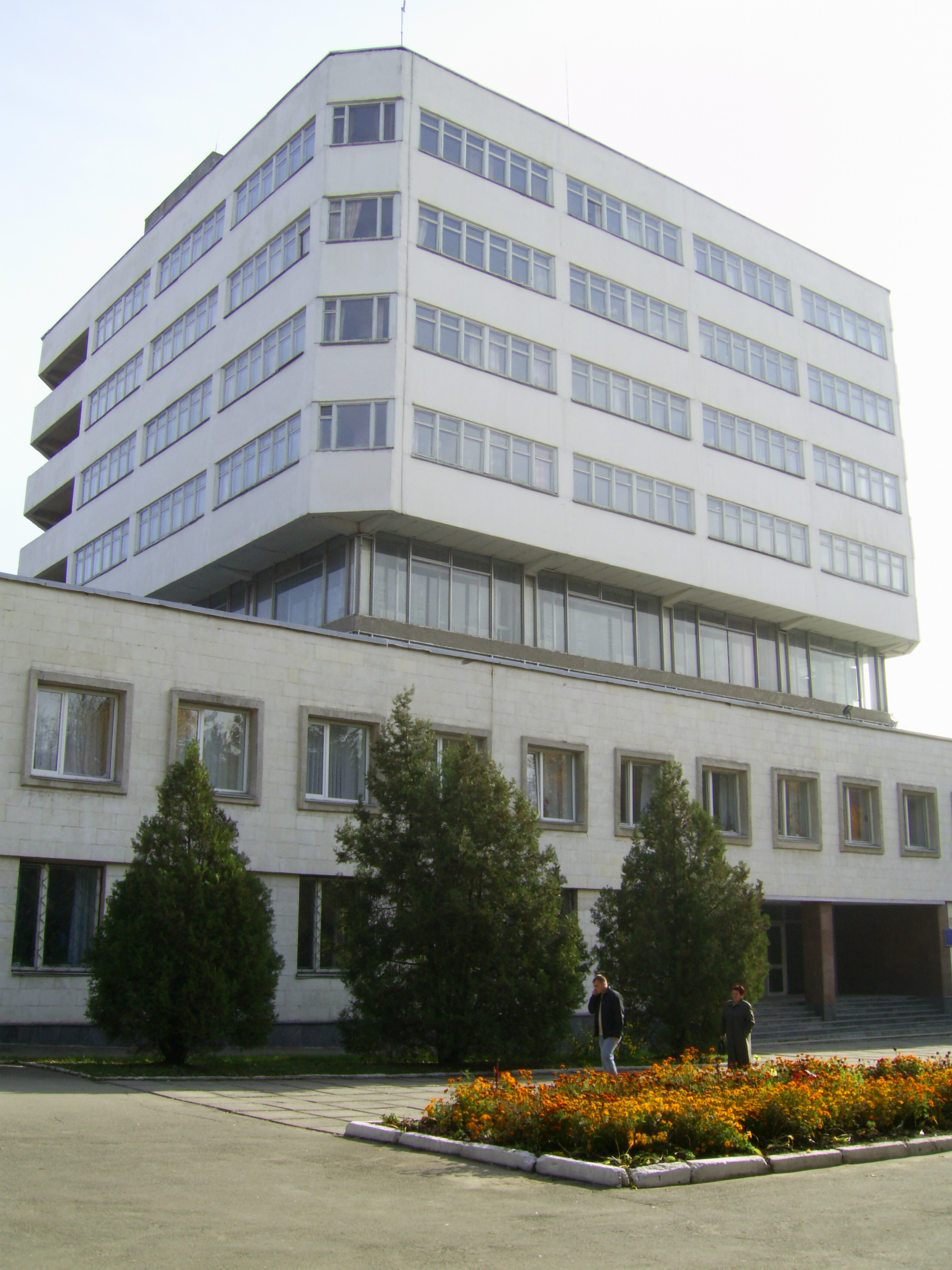
Главный корпус университета

В 1960 году в Виннице был создан общетехнический факультет Киевского технологического института пищевой промышленности. Первым руководителем факультета был назначен Роман Кигель. В 1966 году факультет был преобразован в филиал Киевского политехнического института. В 1974 году на базе филиала был создан Винницкий политехнический институт, подчинявшийся Министерству высшего и среднего специального образования Украинской ССР. К 1977 году в институте училось более 6500 человек.
В 1994 году вуз был переименован в государственный технический университет. В 2003 году учебное заведение стало именоваться Винницким национальным техническим университетом. По состоянию на 2005 год в университете на 46 кафедрах работало 502 преподавателя и обучалось более 7500 студентов.

## Структура
По состоянию на 2020 год в структуру университета входит институт экологической безопасности и мониторинга окружающей среды, а также семь факультетов:
- факультет компьютерных систем и автоматики
- факультет электроэнергетики и электромеханики
- факультет информационных технологий и компьютерной инженерии
- факультет менеджмента и информационной безопасности
- факультет информационных коммуникаций, радиоэлектроники и наносистем
- факультет машиностроения и транспорта
- факультет строительства, теплоэнергетики и газоснабжения

Университет также владеет спортивно-оздоровительным лагерем «Спутник» в Немировском районе.

## Издания
При учебном заведении с 1993 года издаётся журнал «Вестник Винницкого политехнического института», а с 2000 года журналы — «Оптико-электронные информационно-энергетические технологии» и «Импульс».

## Руководители
- Кигель Роман Юрьевич (1960—1976)
- Кузьмин Иван Васильевич (1976—1989)
- Мокин Борис Иванович (1989—2010)
- Грабко Владимир Витальевич (2010—2020)
- Биличенко Виктор Викторович (2020—н. в.)

## Выпускники
Полный список выпускников Винницкого технического университета, о которых есть статьи в Википедии, смотрите здесь.